# ألان ألبرت
ألان ألبرت (بالإنجليزية: Allan Albert)‏ هو كاتب مسرحي أمريكي، ولد في 29 يونيو 1945، وتوفي في 10 يونيو 1994.

## وصلات خارجية
- ألان ألبرت على موقع IMDb (الإنجليزية)